# Asia (Miami)
Pour les articles homonymes, voir Asia.
Asia est un gratte-ciel résidentiel de 147 mètres de hauteur construit à Miami en Floride aux États-Unis de 2005 à 2007.